# Mistrzostwa Europy w Lekkoatletyce 2022 – chód na 20 km kobiet
Chód na 20 kilometrów kobiet – jedna z konkurencji biegowych rozgrywanych podczas lekkoatletycznych mistrzostw Europy na dwukilometrowej pętli przebiegającej przez Ludwigstraße w Monachium.

## Terminarz
Źródło: european-athletics.com.
| Data        | Godzina |       |
| ----------- | ------- | ----- |
| 20 sierpnia | 10:15   | Finał |

## Rekordy
Tabela prezentuje rekord świata, rekord Europy, rekord mistrzostw Europy oraz najlepsze wyniki na listach światowych i eruopejskich w sezonie 2022 przed rozpoczęciem mistrzostw. Źródło: european-athletics.com, worldathletics.org.
|                          | Zawodniczka        | Wynik   | Miejsce    | Data                  |
| ------------------------ | ------------------ | ------- | ---------- | --------------------- |
| Rekord świata            | Yang Jiayu         | 1:23:49 | Huangshan  | 20 marca 2021(dts)    |
| Rekord Europy            | Jelena Łaszmanowa  | 1:23:39 | Czeboksary | 9 czerwca 2018(dts)   |
| Rekord mistrzostw Europy | María Pérez García | 1:26:36 | Berlin     | 11 sierpnia 2018(dts) |
| Listy światowe           | Jelwіra Czepariewa | 1:26,12 | Czelabińsk | 27 sierpnia 2022(dts) |
| Listy europejskie        | Jelwіra Czepariewa | 1:26,12 | Czelabińsk | 27 sierpnia 2022(dts) |

## Rezultaty

### Finał
Źródło: european-athletics.com.
| Poz. | Zawodniczka          | Reprezentacja   | Czas    | Uwagi      |
| ---- | -------------------- | --------------- | ------- | ---------- |
| 1 !  | Antigoni Drismbioti  | Grecja          | 1:29:03 | PB         |
| 2 !  | Katarzyna Zdziebło   | Polska          | 1:29:20 |            |
| 3 !  | Saskia Feige         | Niemcy          | 1:29:25 | PB         |
| 4.   | Ludmyła Olanowśka    | Ukraina         | 1:29:46 | SB         |
| 5.   | Valentina Trapletti  | Włochy          | 1:29:56 |            |
| 6.   | Clémence Beretta     | Francja         | 1:30:37 | NR         |
| 7.   | Eliška Martínková    | Czechy          | 1:31:44 |            |
| 8.   | Ana Cabecinha        | Portugalia      | 1:31:56 |            |
| 9.   | Ołena Sobczuk        | Ukraina         | 1:32:07 |            |
| 10.  | Camille Moutard      | Francja         | 1:33:16 |            |
| 11.  | Eloise Terrec        | Francja         | 1:34:04 |            |
| 12.  | Christina Papadopulu | Grecja          | 1:35:19 | SB         |
| 13.  | Heather Lewis        | Wielka Brytania | 1:35:36 |            |
| 14.  | Carolina Costa       | Portugalia      | 1:35:36 | PB         |
| 15.  | Enni Nurmi           | Finlandia       | 1:36:56 |            |
| 16.  | Barbara Oláh         | Węgry           | 1:38:31 |            |
| 17.  | Meryem Bekmez        | Turcja          | 1:39:30 |            |
| 18.  | Hana Burzalová       | Słowacja        | 1:40:31 | SB         |
| 19.  | Kader Dost           | Turcja          | 1:42:26 |            |
| 20.  | Venla Laiho          | Finlandia       | 1:43:47 |            |
| –    | Ayşe Tekdal          | Turcja          | DNF     |            |
| –    | María Pérez          | Hiszpania       | DSQ     | TR 54.7.5. |
| –    | Joana Pontes         | Portugalia      | DSQ     | TR 54.7.5. |
| –    | Hanna Szewczuk       | Ukraina         | DSQ     | TR 54.7.5. |